# Buffalo (Illinois)
Buffalo – wieś w stanie Illinois w hrabstwie Sangamon w Stanach Zjednoczonych.\

## Demografia
Miejscowość zamieszkuje 503 osób (dane z 2010) na powierzchni 0,89 km². W 2023 liczba mieszkańców spadła do 435 osób, a gęstość zaludnienia poniżej 489 osób/km².